# Choi Gee-sung

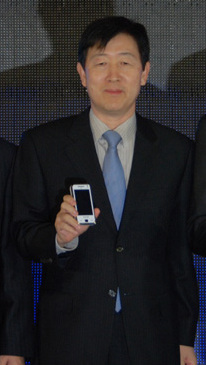
Choi Gee-sung (2008)

Choi Gee-sung (* 2. Februar 1951) ist ein südkoreanischer Manager.

## Leben
Choi studierte Wirtschaftswissenschaften an der Seoul National University. Nach seinem Studium begann Choi für das Unternehmen Samsung zu arbeiten. Choi wurde 2009 Nachfolger von Lee Kun-hee im Unternehmen Samsung Electronics und wurde 2010 neuer CEO. 2011/2012 stand er im öffentlichen Fokus von Patentrechtsstreitigkeiten mit dem Mitkonkurrenten Apple um das Tablet Samsung Galaxy Tab 10.1. Im Juni 2012 wurde er als CEO und stellvertretender Vorsitzender von Samsung Electronics durch Kwon Oh-hyun abgelöst und war seitdem Leiter des Corporate Strategy Office.
Im Rahmen der Korruptionsvorwürfe gegen die südkoreanische Präsidentin Park erhob die Staatsanwaltschaft am 27. Februar 2017 gegen Choi und vier weitere Spitzenmanager Anklage wegen Bestechung und Veruntreuung. Choi trat noch am gleichen Tage von seinem Posten zurück.